# اچ‌دی ۱۰۹۷۴۹
اچ‌دی ۱۰۹۷۴۹ یک ستاره است که در صورت فلکی قنطورس قرار دارد.